# Proyecto Cartele
Proyecto Cartele es un archivo fotográfico y proyecto en línea, que compila fotografías de carteles de todo el mundo con un fin humorístico, ya que son cómicos, sorprendentes, absurdos y poseen errores. Este proyecto generó una página web, donde se puede participar enviando fotos, la publicación de cuatro libros y numerosas exposiciones.

## Historia
Con sede en Buenos Aires, Proyecto Cartele nace como idea de tres amigos publicitarios, (Esteban Seimandi, Gastón Silberman y Machi Mendieta) que compilaban por diversión e interés, desde el año 1996. "Fotos de carteles insólitos tomadas por fotógrafos aficionados". Esto se convirtió en un libro en el año 2001 (llamado Cartele), que agotó la edición a los pocos meses.
Paralelamente se crea el sitio web, donde se ponían las fotos de los carteles que tenían. Debido a que la página tuvo una notoria repercusión, abrieron la participación a cualquiera que desease enviar fotos (los luego llamados "cazacartele"), lo que produjo un aumento explosivo del material.
Cuenta Mendieta respecto a este éxito:

Justo en diciembre de 2001 sacamos el primero de nuestros cuatro libros, e inauguramos el espacio en Internet. En el sitio sugeríamos a los visitantes que nos mandaran sus hallazgos. Y fue la locura.

Las fotos recibidas deben guardar simples criterios para ser admitidas: ser tomadas en la vía pública, no aparecer personas y no estar retocadas.
En el año 2002 realizaron eventos en dos importantes centros de exposiciones de la ciudad de Buenos Aires: el Centro Cultural Borges y el Centro Cultural Recoleta. Estas muestras recibieron gran afluencia de público, contándose treinta mil personas en el Centro Cultural Recoleta. Además, realizaron una muestra denominada "Desmóntela usted mismo" en una galería de arte privada, que duró un día y donde cada visitante se llevó consigo una foto que estaba adherida con imán.
Durante el 2003 y 2004 recibieron invitaciones para participar de exposiciones internacionales, lo que llevó al Proyecto Cartele a participar en el festival La Mar de Músicas de Cartagena, en el Plaza Hotel de Nueva York, en Santiago de Chile y en Uruguay.
En junio del 2006, fueron invitados a participar de la XI Bienal de Arte de La Habana, Cuba. El lema de la exposición era la "Dinámica de la Cultura Urbana" y los artistas mostraban las representaciones del habla de las ciudades. Las fotografías fueron expuestas en cubos de sesenta centímetros cuadrados por lado, que los visitantes podían acomodar y apilar a su gusto.
En abril de 2009 expusieron en el Centro Cultural de España (Buenos Aires). En este mismo mes presentaron una versión renovada de su página web, donde, entre otras funciones, los internautas pueden votar por sus fotografías predilectas, armándose un ranking actualizado al instante.
Durante 2010 a 2013 tuvo un microprograma emitido en el canal I.Sat.
Actualmente cuenta con más de 300.000 mil fotografías, y el archivo se va acrecentando con las colaboraciones que reciben a diario.
Proyecto Cartele fue declarado "Proyecto de Interés Cultural" por la Secretaría de Cultura de la Ciudad Autónoma de Buenos Aires".

## Libros publicados
A la fecha llevan editados estos libros:
- 2001 Cartele. Editorial La Marca. ISBN 9508890509.
- 2002 Proyecto Cartele. Editorial La Marca. ISBN 9508890541.
- 2004 Entrada Boca de Lobo. Ediciones B. ISBN 9501523527.
- 2005 Liquidación total por saqueo. Ediciones B. ISBN 9871222149.
- 2015 Todo Nuevo. Editorial Planeta. ISBN 9504946933